# 푸드테크서바이벌 미래식품왕
《푸드테크서바이벌 미래식품왕》은 2018년에 KBS1에서 방송된 푸드 마케팅 서바이벌 프로그램이다.